# Wagner Brigitta
Wagner Brigitta (? –) író, blogger, vlogger, fotográfus, műsorvezető. 
Írói művészneve: Bridget Wagner.

## Életrajza
1975-ben született Székesfehérváron. 
1990-ben, 15 évesen zsebpénzkiegészítésként modellként dolgozott. Egy divatbemutatón felfigyelt rá a Fehérvár Televízió akkori igazgatója, és bemondói állást ígért neki, ezért egy ideig a helyi, városi televízió munkatársa lett. 
1998-2001. Gimnáziumi tanulmányai után másodmagával vállalkozásba kezdett: a ’PROK Produkciós Iroda’ helyi vállalkozásból nőtte ki magát országos méretű céggé, amely produkcióközvetítéssel és gyártással, tehetségkutatással-gondozással foglalkozott (tk. a Hooligans együttes menedzserei), később modellügynökségként is funkcionált. Ekkor már kisebb-nagyobb műsorvezetéseket vállalt, pl. 1999-ben Antal Imre és Kudlik Júlia után élőben vezethette a nagyszabású Fehérvár Vásárt. 
2000. Az ATV-n heti rendszerességgel bemutatott „Éjszaka” c. közéleti talkshowban Bajor Andreával műsort vezetett.  
2002. Megszületett az első gyermeke, Székesfehérváron. 
2004. Bridget’s néven szépségszalont nyitott Székesfehérvár belvárosában és első férjével megnyitották a ’The Cave’ nevű éjszakai szórakozóhelyet, ahol annyira megihlette a törzsközönség, hogy elkezdte írni a homoszexuális és transznemű riportalanyairól a „Melegek és emberek” című könyvét. 
2005. Internetes írásba kezdett, első publikációi a „Magyar Virtus” nevű online oldalon olvashatók. Itt figyelt fel rá  Verő László (író, költő, irodalomszervező), aki a mentora lett.
2006. Verő László létrehozta a „Héttorony” c. irodalmi magazint. Az írónő a 7 alapító tag egyike, később az irodalmi portál szerkesztője is. Verő László 2007-es váratlan haláláig rendszeresen publikált a portálon. 
2007. Megjelent az első Héttorony antológia, az akkor még Bridget Felber néven írt. 
Ezév februárjában Mallorca szigetére költözött a család, majd ugyanebben az évben Verő László váratlan halálát követően elhagyta a Héttornyot, és 2008-tól a NOL (Népszabadság Online Blog) sikeres politikai, közéleti bloggere lett „Tutyika a vadló” álnéven.  
2011. Onagy Zoltán író, irodalmi szerkesztő felfigyelt a tehetségére a NOL-on, és lehozta az akkor még befejezetlen Elvágyódás első három fejezetét az Irodalmi Jelenben.  
2012. Egy sikeres online irodalmi pályázatot követően az IJK (Irodalmi Jelen Könyvek) gondozásában megjelent „A Gregorina-kanyar” c. antológia, amelyben egy novellájával szerepelt. 
2014. Mallorcán saját vállalkozásba kezdett, portréfotósként, fotóművészként dolgozott.  
2017-ben elváltak az első férjével.
2018-ban Palma de Mallorcán megszületett a második gyermeke, a gyermek édesapja Szentpétery Csaba jégtánc olimpikon, bankár. 
2021. Tíz év után végre befejezte az Elvágyódás címmel az első szépirodalmi regényét, ami azév októberében megjelent. Regényét – biblioterápiás eszközként - jó eredményekkel használja a pszichológus szakma néhány képviselője. 
2023. Két hét alatt megírta az egykor NOL blogon nagy sikert aratott Pinkfiksön c. szatíráját, amiből akkoriban csak pár kísérleti fejezet készült el, de a közönség nagyon szerette. Ebben az évben meg is jelent. 
2024. Megkezdte tanulmányait a ’Collegium Humanum Varsói Menedzsment Egyetem’ 5 éves osztatlan pszichológia mesterképzésén.
2025. Megírta az ’Elvágyódás’ folytatását, ’Elidegenítés’ címmel. A kötet 2025. májusában jelent meg.

## Megjelenései, művei
- Melegek és emberek, avagy a szivárvány színei (riportkönyv) 2005.
- Héttorony antológia (antológia) 2007 (novella) 2009 (novella, előszó)
- A Gregorina-kanyar (antológia) Az Irodalmi Jelen MORAL HISTORY pályázatának díjazott és legsikeresebb alkotásai 2012 (novella)
- Elvágyódás (szépirodalom) (2021) ISBN 9786150128108
- Pinkfiksön (szatíra) (2023) ISBN 9786150181158
- Herczeg Zoltán ’Divatmajom a ketrecben’ c. börtönregényében „Jolcsy magyarhangja”, vagyis a könyv 3 fejezetét írta meg
- Elidegenítés (szépirodalom) (2025) ISBN 9786150234434[1]

Bridget Wagner ezidáig nem köteleződött el egyetlen hazai kiadóhoz sem, könyveit a férjével a saját vállalkozásukon keresztül jelentetik meg.